# Vystrkov (přírodní památka, okres Písek)
Vystrkov je přírodní památka tvořená kamenitým řečištěm řeky Lomnice a jejími břehy. Lokalita se nachází kilometr jihovýchodně od obce Smetanova Lhota, místní části Karlov v okrese Písek. Předmětem ochrany je zde kromě samotného přírodního koryta toku Lomnice také bohatá fauna a flora. Mezi nejvýznamnější druhy, které se zde vyskytují patří skokan zelený či ledňáček říční. V ochranném pásmu památky se vyskytují oměj pestrý nebo lilie zlatohlavá.

## Lokalita
Přírodní památka se nachází v Jihočeském kraji, v okrese Písek. Lokalita začíná za prostorem rekreačního zařízení umístěného jeden kilometr jižně od obce Smetanova Lhota, místní části Karlov (Smetanova Lhota) na 10,8 říčním kilometru řeky Lomnice a končí na 8,6 říčním kilometru po proudu řeky u železničního mostu. Lokalita památky je tvořena korytem toku v úzkém údolním zářezu a přilehlými břehovými a mezofilními lesními  porosty. Podél levého břehu se táhne pás břehových porostů olšin, na něž navazují vlhké louky s výskytem přirozených společenstev ohrožených a regionálně významných rostlinných druhů. Pravý břeh je porostlý pásem vrb a olší na něž volně navazují zachované skupiny mezofilních lesů. Ochranné pásmo není konkrétně stanoveno, je tak určeno podle § 37 zákona 114/92 Sb. jako „pás území do vzdálenosti 50 m od hranic zvláštně chráněného území“. Rozloha území je 3,07 ha a nadmořská výška se pohybuje mezi 386 až 396 m n. m.

## Historie

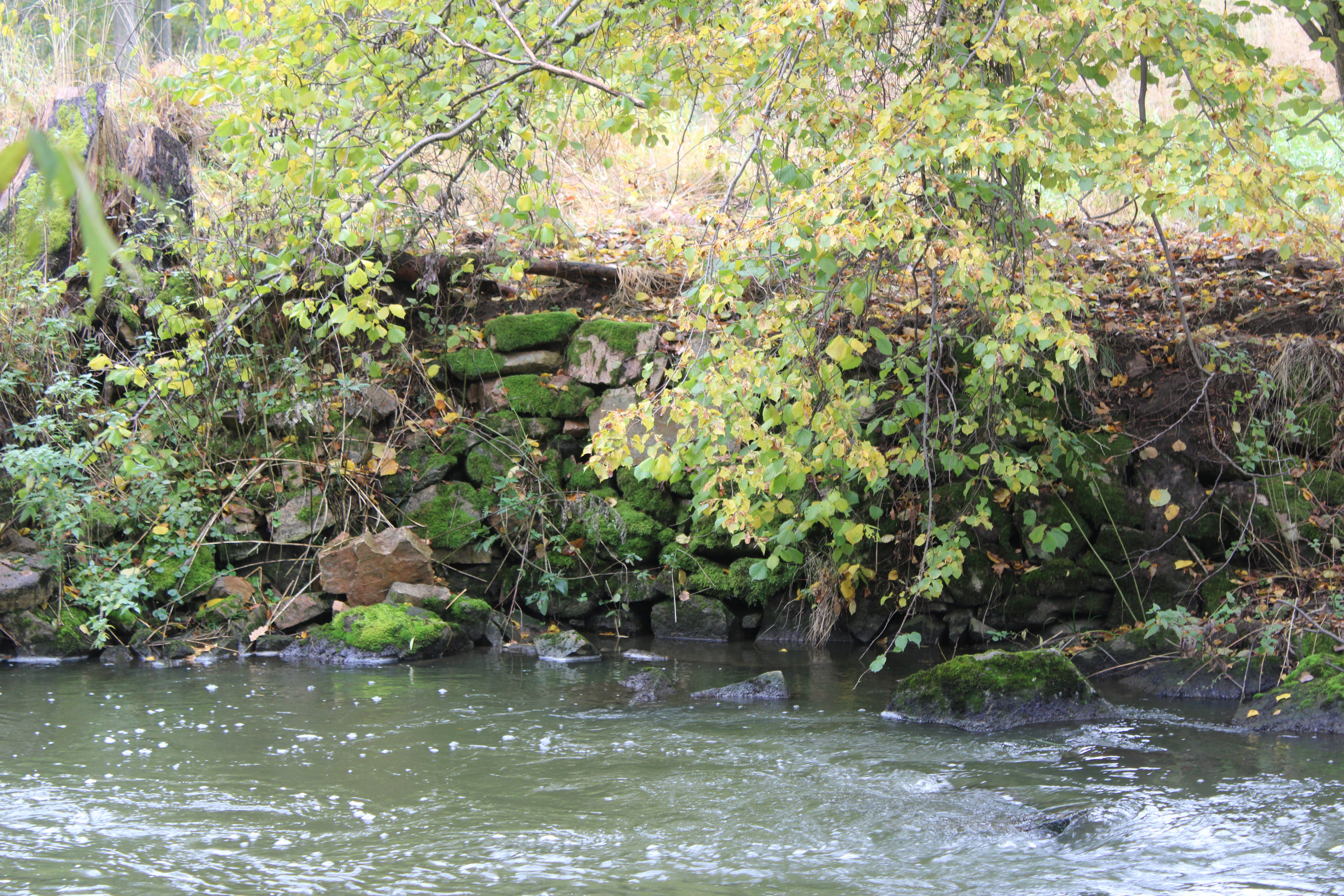
Zpevněný břeh Lomnice

První písemná zmínka o osídlení lokality Smetanovy Lhoty sahá do poloviny 13. století, kdy byla obec přidružena k Varvažskému panství. Ve středověku byla lokalita památky využívána k rýžování zlata – v řečišti jsou dodnes patrné zbytky po zpevnění břehu.

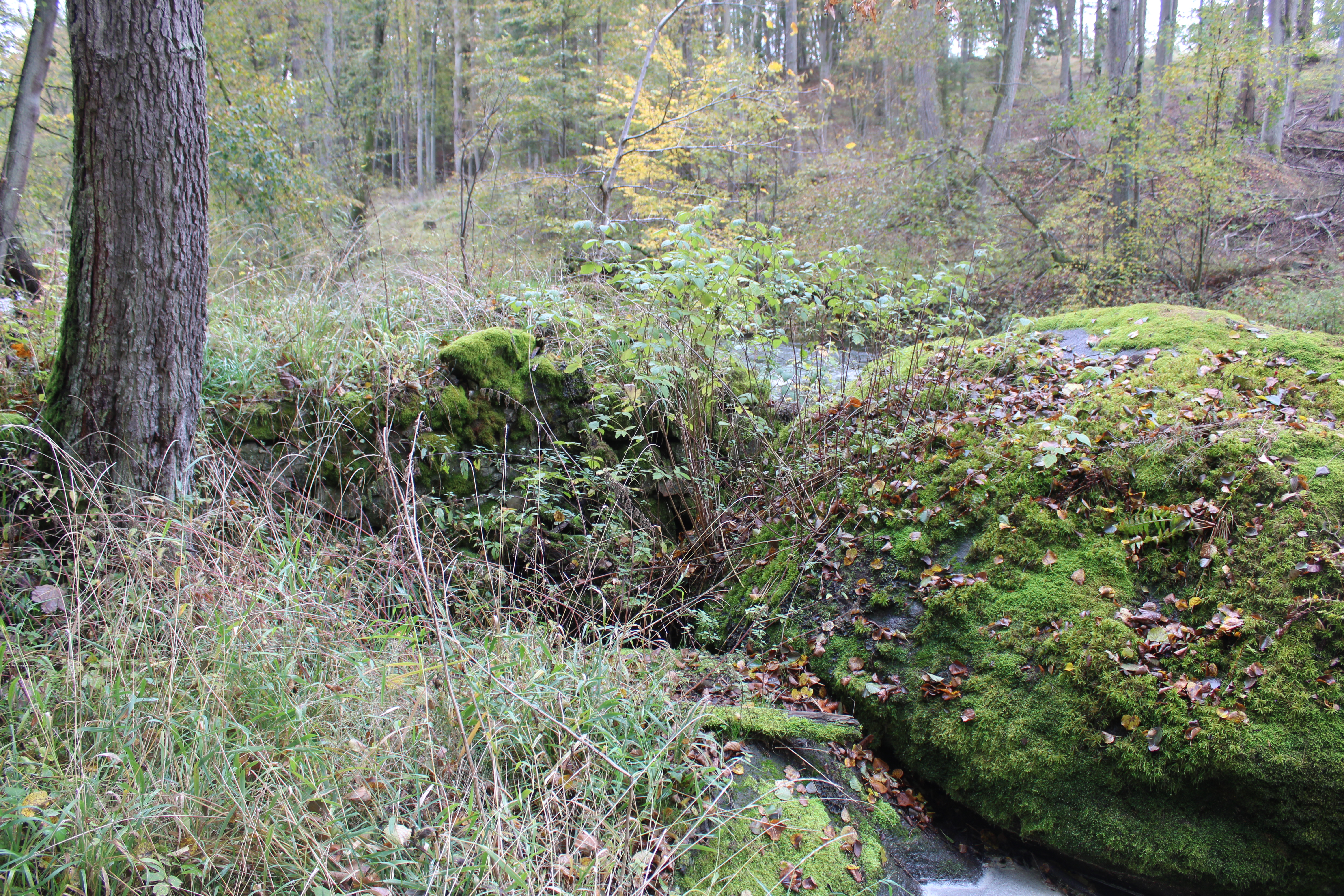
Pozůstatky kamenného mostu přes řeku

Oba břehy byly v minulosti též spojeny kamenným mostem na 9,5 říčním kilometru, jehož zbytky jsou dodnes patrné. Ke konci středověku došlo v lokalitě k mýcení původních lesních společenstev a byl utvořen kulturní charakter krajiny, který se v zásadně nezměněné podobě zachoval do současnosti. Během 20. století docházelo v lokalitě k mírné sukcesi a zčásti k umělému zalesnění části luk.
V prosinci roku 1985 byla lokalita vyhlášena okresním národním výborem ONV v Písku přírodní památkou s účinností od 1. února 1986 z důvodu ochrany přirozeného balvanitého řečiště a přilehlých břehů. V současnosti spadá území do kompetencí Odboru životního prostředí, zemědělství a lesnictví Jihočeského kraje.

## Přírodní poměry

### Geologie a pedologie
Geomorfologicky spadá území pod oblast Zvíkovské pahorkatiny. Geologické podloží je tvořeno vyvřelinami prvohorního plutonu, převážně granodioritem, z něhož jsou i kameny v toku řeky. Geologické podloží je v korytu překryto písčito-hlinitými nivními sedimenty.

### Hydrologie
Území spadá hydrogeologicky pod krystalinikum v povodí střední Vltavy. V prostoru památky řeka prochází úzkým, mělkým údolím, které se ve spodní části postupně rozšiřuje. Koryto řeky je původní, pouze lokálně bylo historicky upravováno pro potřeby rýžování zlata či zpevnění břehu v místech bývalých luk. V horní části lokality, kde je údolí rozšířené, tvoří řeka meandry a tůně, ve spodní části se charakter řečiště mění. Údolí se zde postupně zužuje a koryto je zde úzké, balvanité se štěrkopískovými lavicemi a drobnými tůněmi. Množství vody v řečišti je regulováno metr vysokým jezem, umístěným na začátku lokality na 10,8 říčním kilometru. Průměrný průtok je zde kolem 1,67 m3/s a správcem toku je Povodí Vltavy s.p.. Řeka Lomnice se několik kilometrů od lokality spojuje se Skalicí a spolu se stávají přítokem Otavy, která se u Zvíkova vlévá do Vltavy. 

### Flóra
I přes relativně malou velikost území, které z většiny tvoří vodní tok, se na lokalitě nachází velké množství rostlinných druhů, vyskytujících se převážně v ochranném pásmu. Mezi ty nejvýznamnější patří oměj pestrý (Aconitum variegatum), lilie zlatohlavá (Lilium martagon) či ocún jesenní (Colchicum autumnale).
Dále je na lokalitě možné najít zástupce barborky přitisklé (Barbarea stricta), chrastavce jarního (Knautia dispacifolia), prvosenky jarní (Primula veris), ostřice banátské (Carex buekii), svízelu severního (Galium boreale) či růže převislé (Rosa pendulina). V západní části se nachází jeden jedinec jabloně lesní (Malus sylvestris).
Na lokalitě byl též zaznamenán výskyt kosatce sibiřského (Iris sibirica) a prstnatce májového (Dactylorhyza majalis), jejich výskyt se však v posledních letech nepodařilo potvrdit.

### Fauna
Lokalita je významná především jako hnízdiště ptáků, převážně ledňáčka říčního (Alcedo atthis), jestřába lesního (Accipiter gentilis) či skorce vodního (Cinclus cinclus).  Z řad obojživelníků se lze na lokalitě setkat se skokanem zeleným (Pelophylax esenlentus) nebo ropuchou obecnou (Bufo bufo) V řečišti se vyskytují zástupci škeble ploché (Pseudanodonta complanata) a žije zde i vydra říční (Lutra lutra). Rybí osádka řeky je z velké části umělá, vysazená pracovníky Českého rybářského svazu za účelem sportovního rybolovu. Každý rok jsou do řeky vysazeni především zástupci kapra obecného (Cyprius carpio), v menším množství pak zástupci candáta obecného (Sander lucioperca), jelce tlouště (Squalius cephalus) a ostroretky stěhovavé (Chondrostoma nasus).

## Ochrana

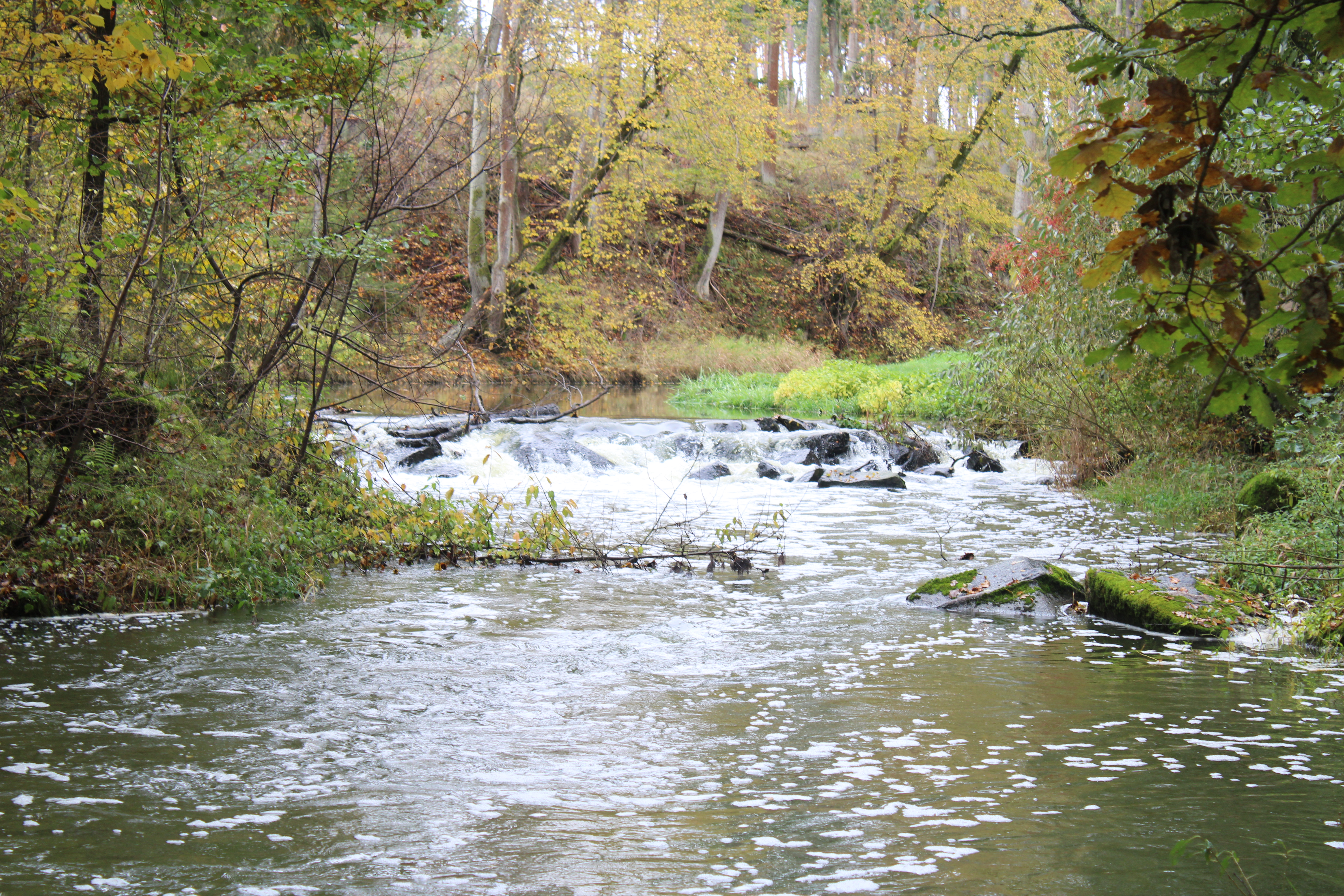
Přirozené koryto řeky

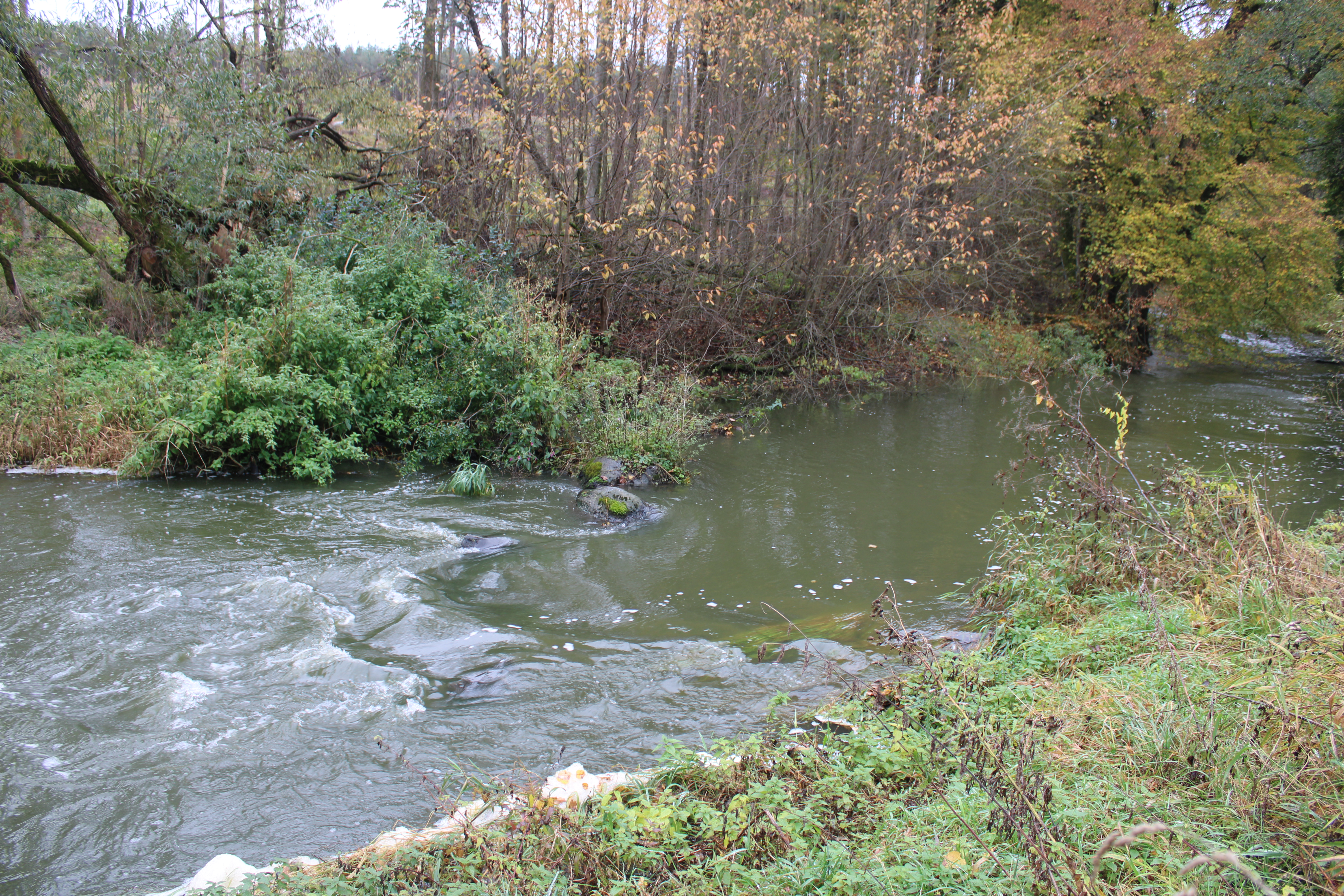
Řeka na 9. říčním kilometru

Předmětem ochrany je zachovaný úsek říčního koryta meandrující řeky a přilehlých porostlých břehů, do nichž nebylo do dnešních dnů člověkem významněji zasahováno. V současnosti je území nejvíce ohroženo snížením kvality vody v řece v důsledku lidské činnosti a šířením expanzivních druhů, převážně netýkavkou žlaznatou (Impatiens glandulifera) či bolševníkem velkolepým (Heracleum mantegazzianum), které je potřeba pravidelně likvidovat.
V rámci dlouhodobého plánu na ochranu památky se počítá se zachováním biotopu říčního toku, koryto řeky nevyžaduje žádné zásadní revitalizační úpravy. Zásahy do řečiště jsou redukovány na nejnutnější pro zachování průtočnosti, jedná se především o sanaci naplaveného dřeva.
V oblasti lesnického hospodaření se v lokalitě přistupuje k citlivým zásahům za účelem zachování dendrologicky a fytocenologicky cenných lesních společenstev. Jde především o odstranění kulturních porostů topolů (Populus sp.) a zdravotních probírek olší (Alnus sp.). Postupně by také mělo dojít ke snížení procentuálního zastoupení smrku (Picea sp.) a jeho nahrazení vhodnějšími druhy, například jedlí (Abies alba).
V péči o luční části lokality se přistupuje k hospodaření s extenzivní pastvou ovcí a koní s občasným kosením za účelem zvýšení druhové diverzity.

## Turismus
Přírodní památka je přístupná po málo frekventované modré turistické značce, která kopíruje meandrující řeku ve vzdálenosti několika metrů po levém břehu. Řečiště je v jarních měsících či po vydatných deštích využíváno vodáky.